# Linden (Michigan)
Linden – miasto w Stanach Zjednoczonych, w stanie Michigan, w hrabstwie Genesee.